# Henri Govaerts
Henri Govaerts (Brussel, 13 maart 1961) is een Belgische voormalig basketbalspeler. Hij speelde tien jaar lang in de eerste klasse en was met zijn 1,76 m destijds de kleinste speler in de hoogste afdeling van het Belgische basketbal. In dienst van Basket Brussels won hij in 1994 de beker van België (winst in de finale op Sunair Oostende).

## Carrière
Hij deed mee aan diverse competities in binnen- en buitenland:
- 1979: Europees kampioen in het 'International School Basketball Championship' (Haifa Israël)
- 1984 tot 1987: Maccabi Brussels (eerste klasse)
- 1985: Universiade met de Belgische nationale ploeg in Kobe
- 1988 tot 1989: Basket Beringen (eerste klasse)
- 1990 tot 1995: Basket Brussels